# Leucostoma brevipetiolata
Leucostoma brevipetiolata là một loài ruồi trong họ Tachinidae.